# Sławomir Wardyński
Sławomir Feliks Wardyński (ur. 30 sierpnia 1906 w Klimkiewiczowie, zm. 1940 w Charkowie) – polski lekarz, podporucznik lekarz rezerwy Wojska Polskiego, ofiara zbrodni katyńskiej.

## Życiorys
Syn lekarz Adama (1867–1937) i Wandy z Jeżewskich. Jego siostrą była Halina Innocenta (1905–1943), od czerwca 1929 żona Erazma Mieszczańskiego. 
Absolwent 2 gimnazjum im. Joachima Chreptowicza w Ostrowcu oraz Wydziału Lekarskiego Uniwersytetu Warszawskiego (1930). Ukończył także Szkołę Podchorążych Rezerwy (1932). Mianowany ppor. rez. ze starsz. 1 I 1933 oraz Przydzielony do kadry zapasowej 2 Szpitala Okręgowego. W l. 30. prowadził praktykę lekarską jako chirurg w Warszawie. Jako oficer rezerwy Wojska Polskiego uczestniczył w kampanii wrześniowej i jesienią 1939 dostał się do niewoli sowieckiej i przebywał w obozie w Starobielsku. Wiosną 1940 został zamordowany na rozkaz Stalina przez funkcjonariuszy NKWD w Charkowie i pogrzebany w bezimiennej mogile zbiorowej w Piatichatkach, gdzie od 17 czerwca 2000 mieści się oficjalnie Cmentarz Ofiar Totalitaryzmu w Charkowie. Figuruje na Liście Starobielskiej NKWD, pod poz. 474.
5 października 2007 minister obrony narodowej Aleksander Szczygło mianował go pośmiertnie na stopień porucznika. Awans został ogłoszony 10 listopada 2007 w Warszawie, w trakcie uroczystości „Katyń Pamiętamy – Uczcijmy Pamięć Bohaterów”. 